# Originalna video animacija
Originalna videoanimacija (japanski |オリジナル・ビデオ・アニメーション| Orijinaru bideo animēshon, poznata i pod skraćenicom OVA |オーブイエー / オーヴィーエー / オヴァ), je naziv za anime filmove ili serije koje su napravljene posebno za formate kućnog videa. Većina producenata OVA objavljuje iste direct-to-video, bez da ih prije emitira na televiziji ili kinima; ipak, postoje rijetke izminke kada se, primjerice, prvi dio OVA serije emitira za promotivne svrhe. OVA naslovi su izvorno bili dostupni na VHS-u, da bi kasnije bili popularni na LaserDiscu te naposljetku na DVD-u. Počevši od ljeta 2008., pojam OAD (original animation DVD) se počeo rabiti kako bi označio novu eru animea objavljenih na DVD formatu.
Najduža anime OVA serija je Legenda o galaktičkim junacima, koja je obuhvatila 110 epizoda objavljenih izravno na videu od 1989. do 1997. godine.